# Pavia Foot Ball Club 1930-1931
Questa voce raccoglie le informazioni riguardanti il Pavia Foot Ball Club nelle competizioni ufficiali della stagione 1930-1931.

## Stagione
Nella stagione 1930-1931 il Pavia disputa il girone D del campionato di Prima Divisione, con 31 punti si piazza in seconda posizione affiancato alla Vogherese, a sei punti dai G.C. Vigevanesi. Nello spareggio per il secondo posto giocato a Piacenza il Pavia batte (3-2) la Vogherese e si qualifica ai gironi di finale insieme ai Vigevanesi. Nel suo girone finale il Pavia si piazza al terzo posto a sei punti della Comense, non riuscendo a promuoversi in Serie B.

## Rosa
| N. |                   | Ruolo | Calciatore          |
| -- | ----------------- | ----- | ------------------- |
|    | Italia (bandiera) | D     | Carlo Ambrosa       |
|    | Italia (bandiera) | C     | Tiziano Ballarin    |
|    | Italia (bandiera) | D     | Luigi Baratelli     |
|    | Italia (bandiera) | A     | Gino Bellotti       |
|    | Italia (bandiera) | C     | Giuseppe Casiraghi  |
|    | Italia (bandiera) | C     | Costantino Castoldi |
|    | Italia (bandiera) | P     | Mario Fontana       |
|    | Italia (bandiera) | A     | Emilio Manazza      |
|    | Italia (bandiera) | A     | Arduino Marchetti   |

| N. |                   | Ruolo | Calciatore          |
| -- | ----------------- | ----- | ------------------- |
|    | Italia (bandiera) | D     | Mario Migliorini    |
|    | Italia (bandiera) | P     | Michele Pallavicini |
|    | Italia (bandiera) | A     | Alberto Pignattelli |
|    | Italia (bandiera) | C     | Piero Ragaglia      |
|    | Italia (bandiera) | A     | Sereno Rango        |
|    | Italia (bandiera) | C     | Edoardo Ratti       |
|    | Italia (bandiera) | C     | Giuseppe Santà      |
|    | Italia (bandiera) | C     | Luigi Scappini      |
|    | Italia (bandiera) | D     | Bruno Valesani      |